# 96-я улица (линия Второй авеню, Ай-эн-ди)
|   |   |   |   |
| · | · | · | · |

|   |   |   |   |
| · | · | · | · |

«96-я улица» (англ. 96th Street) — станция Нью-Йоркского метрополитена, расположенная на линии Второй авеню, Ай-эн-ди.  На станции останавливаются маршруты N (часть рейсов в часы пик в пиковом направлении) и Q (круглосуточно). Станция является северной конечной для обоих маршрутов.
Станция была открыта 1 января 2017 года в качестве одной из трёх станций первой очереди линии. Территориально станция находится в Манхэттене, сразу в двух округах — Верхнем Ист-Сайде, его кварталах Йорквилл и Карнеги-Хилл, и округе Восточный Гарлем — а располагается на пересечении Второй авеню с 96-й улицей.

## Описание станции

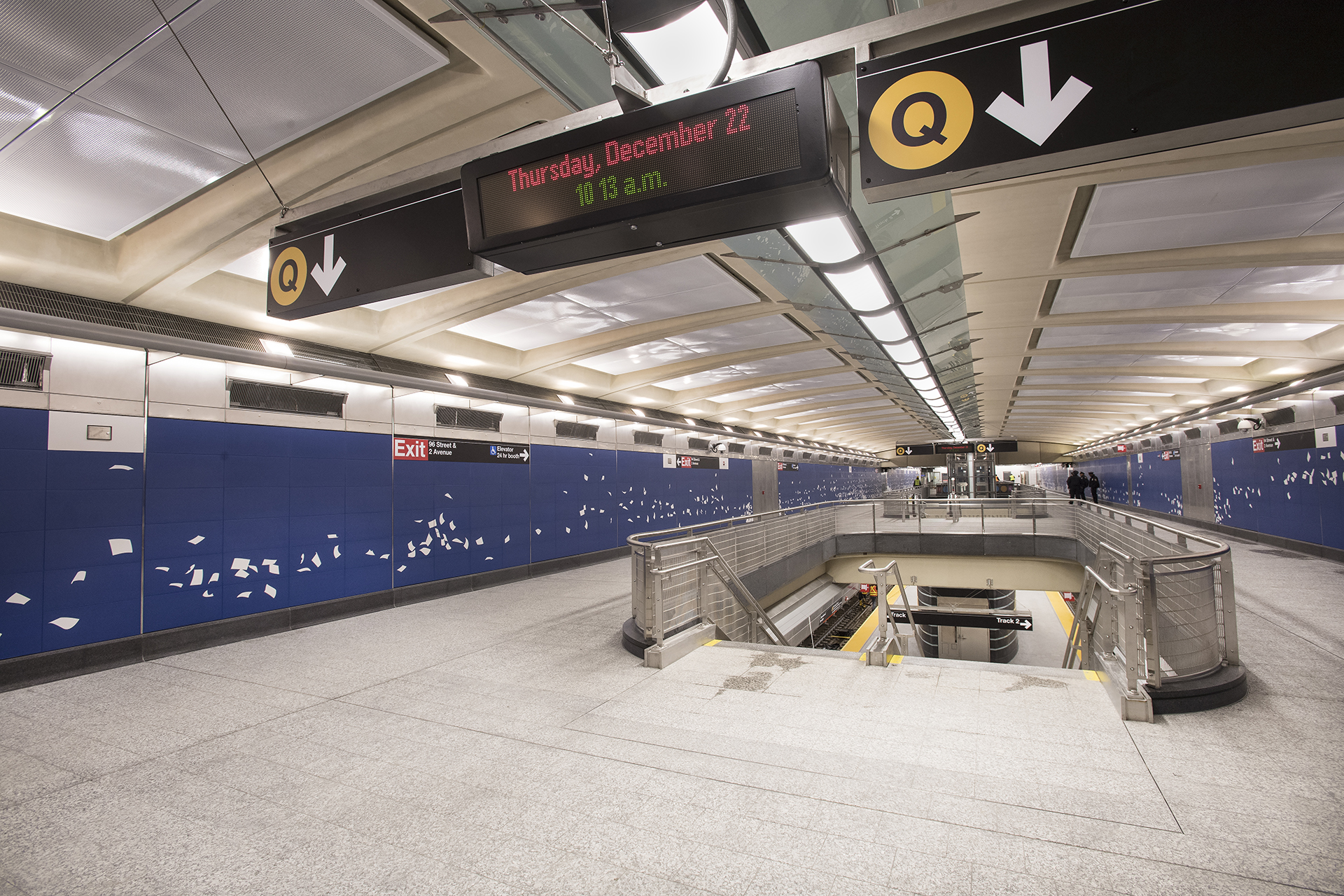
Мезонин над платформой

### Общие характеристики
Поскольку линия Второй авеню двухпутная на всём своём протяжении, платформы всех станций было решено располагать между путями, по «островному» принципу, а не по бокам от путей, что наиболее характерно для Нью-Йоркской системы метрополитена. Первоначальный проект станции подразумевал строительство двух островных платформ на трёхпутном участке линии, однако вследствие дороговизны строительства трёхпутной линии глубокого заложения (что необходимо ввиду высокой плотности инженерных сетей в районе строительства) проект был пересмотрен, а линия построена двухпутной. Ширина платформ выдержана одинаковой для всех станций нового участка линии Второй авеню и составляет 8,5 метров в ширину. Конструкция станции в целом сильно отличается от типовых станций, практически все из которых были построены в XX веке. Станция имеет односводчатую конструкцию и довольно высокий уровень потолка, что по словам президента «МТА Capital Construction» больше походит по стандартам на Вашингтонское метро, а не Нью-Йоркское.
Глубина залегания пассажирской платформы составляет около 15 метров, что делает эту станцию станцией самого мелкого заложения среди трёх первых, открывшихся на линии в 2017 году.
На станции установлена современная система кондиционирования воздуха: на поверхности не обычные вентиляционные решётки, а специальные вентиляционные башни, регулирующие воздухообмен на станции и в тоннелях. Температура воздуха в летний период на 6° С ниже, чем на станциях метро со старой системой вентиляции. Станция также соответствует самым современным требованиям противопожарной безопасности, в то время как большинство колонных станций старого типа такого соответствия на данный момент не имеют.
В течение первой эксплуатационной недели, до 9 января 2017 года, эта станция, подобно двум другим, открывшимся на линии, работала не круглосуточно, а с 8 утра до 10 вечера.

### Путевое развитие
К югу от станции расположен перекрёстный съезд, позволяющий совершать оборот поездов. Следующие из Мидтауна поезда могут прибывать на любой из двух свободных путей и отправляться с любой стороны платформы обратно на Нижний Манхэттен: тем самым оборот поездов осуществляется прямо на платформе, без прохода поезда за станцию в оборотные тупики, что характерно для Нью-Йоркской подземки. Для информирования пассажиров о ближайшем отправлении, на станции установлены электронные табло.
Несмотря на описанную процедуру оборота, пути не заканчиваются тупиками с северного конца платформы, а продолжаются дальше в тоннели, и на сегодняшний день тянутся под Второй авеню вплоть до 99-й улицы. Каждый путь вмещает в себя два полных десятивагонных состава, которые отстаиваются на этих путях в ночное время, вместо того чтобы следовать в депо в Бруклин через весь город. Кроме того, в процессе строительства участка первой очереди были отреставрированы тоннели от 99-й до 105-й улицы (к которым были подведены новые тоннели, но пути в которых ещё не проложены), построенные ещё в 1970-х годах.

### Оформление
В 2009 году отдел МТА по искусству и дизайну выбрал Сару Зе победителем в конкурсе среди 300 талантливых художников с правом архитектурного оформления облика станции. Её работа, изготовленная испанскими ремесленниками, представляет собой изображение ландшафтов и визуализацию потоков дующего ветра. В отделке преобладают синий, голубой и лавандовый цвета, причём для оформления каждого выхода использован свой оттенок; сама работа целиком покрывает порядка 4300 фарфоровых отделочных настенных плиток. Работа размещена на станции на постоянной основе.
Одна из примечательных частей этой работы — под названием «Концепция ландшафта» (англ. Blueprint for a Landscape) — представляет собой полотно тёмно-синего оттенка, содержащее изображения разнообразных предметов и вещей, включая птиц и стулья, которые будто разлетаются от проходящего рядом поезда.
Ещё одна часть ансамбля располагается в мезонине. На ней на синем фоне изображены десятки белых листов бумаги, которые кружат в воздухе будто под натиском порывов ветра. Примечательность этой инсталляции в том, что листы более плотно скапливаются ближе к концам мезонина, где располагаются выходы со станции, и довольно разрежены посередине.

## Выходы в город
Станция имеет два выхода — южный и северный, причём северный ведёт к 96-й улице, по которой названа станция, — суммарно обслуживаемые шестью эскалаторами и одним лифтом для людей с ограниченными возможностями. Конкретнее систему расположения выходов в городе можно представить в виде следующей таблицы:
| Расположение в городе                                                       | Обслуживается          | В количестве |
| --------------------------------------------------------------------------- | ---------------------- | ------------ |
| Выход в город № 1 В здании на юго-западном углу Второй авеню и 94-й улицы.  | лестницей эскалаторами | одного       |
| Выход в город № 2 Северо-восточный угол Второй авеню и 94-й улицы.          | эскалаторами           | трёх         |
| Выход в город № 3 Юго-западный угол Второй авеню и 96-й улицы.              | лестницей эскалаторами | двух         |
| Выход в город № 3 Западная сторона Второй авеню, между 95-й и 96-й улицами. | лифтами                | одного       |

На поверхности также возведены два здания служебного предназначения: на пересечении Второй авеню с 93-й и 97-й улицами соответственно. Они совмещают в себе вентиляционные башни и вспомогательные генераторы электроэнергии. Второе техническое здание располагается в непосредственной близости от госпиталя «Метропо́литен».